# Бурый пастушок
Бурый пастушок (лат. Rougetius rougetii) — вид птиц из семейства пастушковых (Rallidae), единственный в роде Rougetius.
Видовое название дано в честь д-ра Жюля Руже.

## Описание
Длина тела 30 см. Сочетают гладкий оливково-коричневого цвета верх тела, корично-рыжий низ и белые подхвостья, что уникально для африканских членов семейства. Самцы и самки выглядят схоже. Неполовозрелые особи бледнее взрослых, с карими глазами и клювом; наиболее молодые особи формально не описаны.

## Биология
В рацион входят семена, водные насекомые (особенно водные жуки), ракообразные и мелкие улитки. Моногамны. В кладке 4—5 яиц.

## Распространение
Обитают в Эритрее и Эфиопии.